# Hirotaka Iida
Hirotaka Iida (飯田 絋孝 Iida Hirotaka?, nacido el 29 de abril de 1982 en Tokio) es un exfutbolista japonés. Jugaba de centrocampista y su único club fue el Yokohama F. Marinos de Japón.

## Trayectoria

### Clubes
| Club                | País  | Año         |
| ------------------- | ----- | ----------- |
| Yokohama F. Marinos | Japón | 2001 - 2003 |

## Palmarés

### Títulos nacionales
| Título         | Club                | País  | Año  |
| -------------- | ------------------- | ----- | ---- |
| Copa J. League | Yokohama F. Marinos | Japón | 2001 |
| J1 League      | Yokohama F. Marinos | Japón | 2003 |